# Filippos Petsalnikos

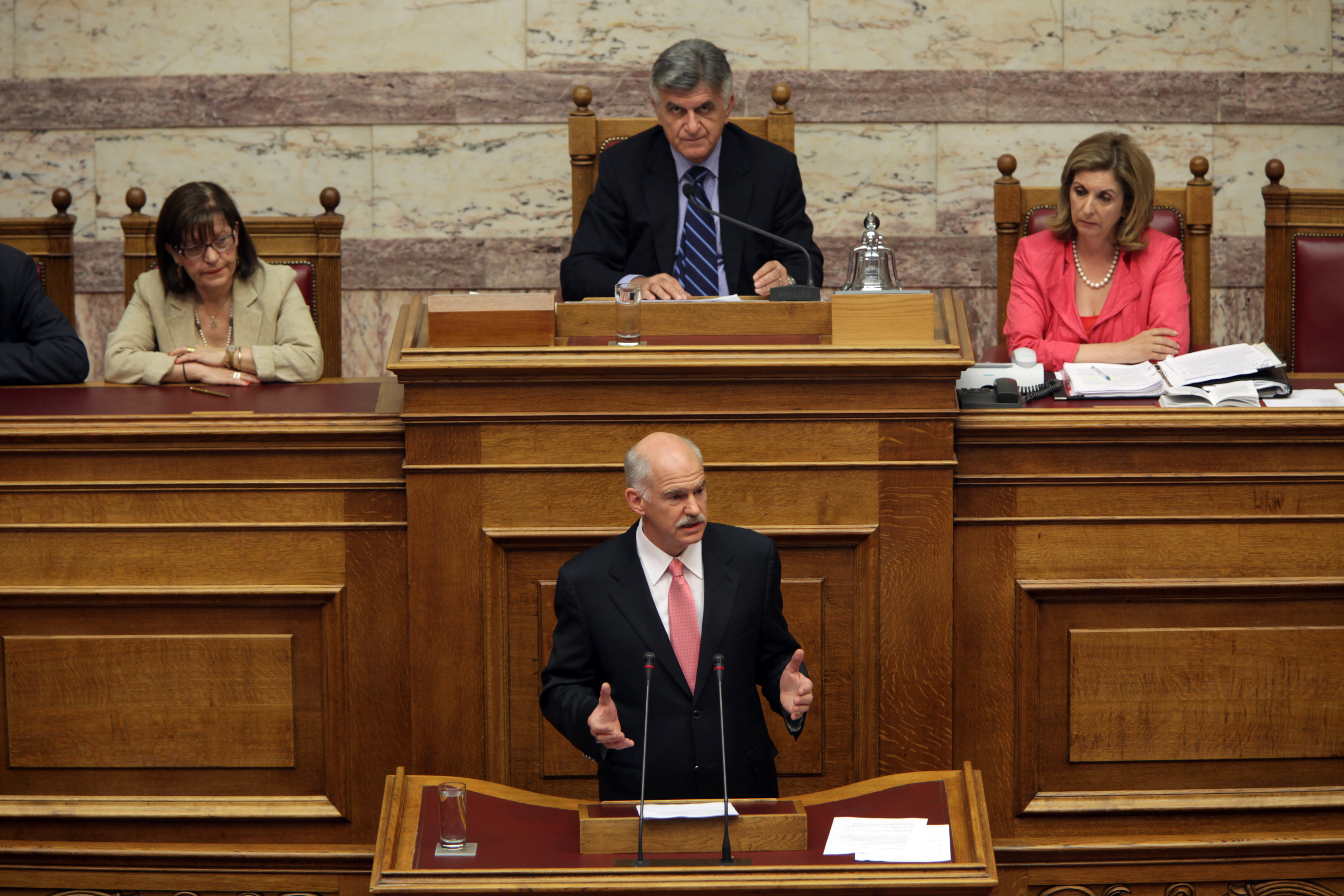
Filippos Petsalnikos

Filippos Petsalnikos (griechisch Φίλιππος Πετσάλνικος, * 1. Dezember 1950 in Mavrochori/Präfektur Kastoria; † 13. März 2020)  war ein griechischer Politiker der sozialdemokratischen Partei PASOK. Er war mehrfach Minister und Präsident des griechischen Parlaments.

## Biografie
Petsalnikos wurde als Sohn eines Landwirts geboren und studierte Rechtswissenschaften an der Aristoteles-Universität Thessaloniki und der Universität Bonn.
Im Jahr 1969, während der Militärherrschaft in Griechenland, war er Mitglied des Freundeskreises der von Andreas Papandreou gegründeten Befreiungsbewegung PAK in der Bundesrepublik Deutschland, Vorsitzender des Vereins der griechischen Studenten und der griechischen Gemeinde in Bonn.
Im Jahr 1974 wurde er eines der Gründungsmitglieder der PASOK und gehörte zu den Gründern der ersten Organisationen dieser Partei in Deutschland.
Nach seiner Rückkehr nach Griechenland praktizierte er als Rechtsanwalt in Athen.
Petsalnikos war mit der deutschen Rechtsanwältin Mariele Biedendieck verheiratet und hatte drei Kinder.

## Politische Ämter
1984 bis 1985 war er Staatssekretär für Erwachsenenbildung im griechischen Bildungsministerium tätig. Bei den Wahlen von 1985 wurde er als Abgeordneter von Kastoria in das griechische Parlament gewählt.
Im Jahr 2004 und erneut im September 2007 wurde er zu einem der Vizepräsidenten des griechischen Parlaments gewählt.
Von April 1986 bis Juni 1988 und von Dezember 1988 bis Juli 1989 war er stellvertretender Minister für Nationale Bildung und Religiöse Angelegenheiten, von Juli 1994 bis Januar 1996 Staatsminister für Bildung, anschließend bis Oktober 1998 Minister für Makedonien und Thrakien und dann bis Februar 1999 Minister für öffentliche Ordnung, als er von seinem Ministerposten auf Veranlassung des damaligen Premierministers Konstantinos Simitis wegen der Öcalan-Affäre entlassen wurde.
Er kehrte im April 2000 als Minister für Nationale Bildung und Religiöse Angelegenheiten in die Regierung zurück und war von Oktober 2001 bis März 2004 Justizminister.
Nachdem die PASOK bei den Parlamentswahlen 2009 die Mehrheit gewonnen hatte, wurde er am 15. Oktober 2009 zum Parlamentspräsidenten gewählt. Dieses Amt bekleidete er bis Mai 2012.
Petsalnikos hat im April 2009 für seine Verdienste um die deutsch-griechischen Beziehungen – unter anderem war er Präsident der parlamentarischen deutsch-griechischen Freundschaftsgruppe – das Große Verdienstkreuz mit Stern des Verdienstordens der Bundesrepublik Deutschland erhalten.